# Khaltchayan
Khaltchayan (en russe : Халчаян), parfois écrit Khalchayan ou Kalchayan,  est une cité antique qui exista de la première moitié du premier millénaire av. J.-C., jusqu'à la fin du IIIe siècle dans le territoire de l'actuel Ouzbékistan.

## Archéologie

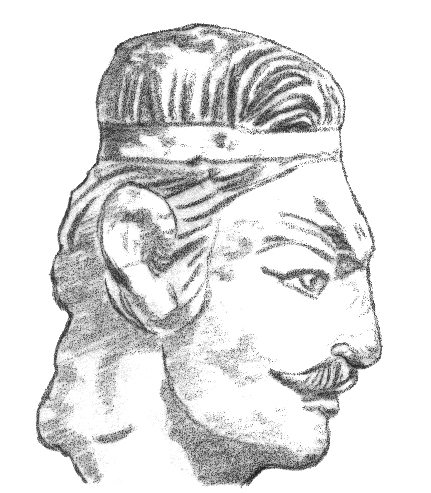
Tête sculptée d'un prince kouchan, trouvée à Khaltchyan.

Les ruines de Khaltchayan se trouvent dans les environs de Denaou, dans la province du Sourkhan-Daria, dans les collines surplombant le Sourkhan-Daria, affluent de l'Amou-Daria (l'ancien Oxus). Les fouilles sont entreprises de 1959 à 1963, sous la direction de Galina Pougatchenkova. Elles permettent de mettre au jour les ruines de remparts d'une forteresse, défendues par un ravin, ainsi que des habitations et des échoppes marchandes. Leur style architectural présente une symbiose entre l'art hellénistique et l'architecture locale bactrienne. Dans un palais kouchan du début du Ier siècle av. J.-C., les archéologues découvrent des fresques au style réaliste et de la sculpture d'argile peinte. Les peintures murales présentent une grande importance historique, car elles mettent en scène la vie de cour du début de l'histoire des Kouchans, comme des représentations de visites officielles et de cavalerie armée. Le souverain est représenté avec sa famille et ses courtisans. Les archéologues découvrent aussi des représentations peintes de cérémonies religieuses et de fêtes populaires avec des musiciens, etc., ainsi que des pièces de terracotta, de la vaisselle en céramique et autres objets de la vie quotidienne.

## Source
- (ru) Cet article est partiellement ou en totalité issu de l’article de Wikipédia en russe intitulé « Халчаян » (voir la liste des auteurs).